# 佟景文
佟景文（1776年—1836年），字质夫、一字敬堂、一字镜汀，號艾生，汉军镶黄旗人，清朝政治人物、进士出身。

## 生平
嘉慶六年，登進士。道光八年十月十五（1828年11月21日），由两淮盐运使升任廣西按察使。道光十一年九月十六（1831年10月21日），升任安徽布政使。